# Vlag van Voorthuizen

Dorpsvlag Voorthuizen

De vlag van Voorthuizen werd op 4 juli 2009 tijdens het Nationaal Kampioenschap Dweilorkesten als de dorpsvlag van het Nederlandse dorp Voorthuizen onthuld. De vlag bestaat uit een blauw kruis tussen vier vlakken gekleurd met paars en groen met op het midden beladen met een gele lelie. Het kruis symboliseert de Ganzenbeek die het dorp zijn bestaansrecht heeft gegeven rond het jaar 700. Op het kruis ligt de gele lelie die verwijst naar Lodewijk Napoleon die te paard van Amsterdam naar Apeldoorn reisde en overnachtte in herberg De Roskam, het tegenwoordige Huize Zandbergen. De kleur paars symboliseert de heide velden zoals die om Voorthuizen heen liggen en lagen. De kleur groen staat voor de uitgestrekte bossen waar de Veluwe om bekend staat.
Acquoy
· Beekbergen-Lieren
· Beemte Broekland
· Bemmel
· Bennekom
· Bredevoort
· Deil
· Doornenburg
· Ederveen
· Elden
· Emst
· Enspijk
· Epse
· Gameren
· Gellicum
· Groenlo
· Harskamp
· Herwijnen
· Heukelum
· Heveadorp
· Hoenderloo
· Kerkdriel
· Klarenbeek
· Kootwijkerbroek
· Laag-Keppel
· Lathum
· Leuvenum
· Loenen
· Loil
· Meteren
· Netterden
· Oosterhuizen
· Radio Kootwijk
· Rumpt
· Schaarsbergen
· Spijk
· Stroe
· Teuge
· Uddel
· Ugchelen
· Vaassen
· Vierhouten
· Voorthuizen
· Vredenburg/Kronenburg